# 文化人类学
文化人類學（英語：cultural anthropology）是當代人類學（對於人類的全貌視野研究）的學科分支之一。這個學科分支將文化視為有意義的科學概念。
文化人類學家探討人類的文化變異性，蒐集觀察結果，往往透過名為田野調查工作的參與觀察，進而瞭解地方文化的運作及社會結構，和檢視全球的經濟與政治過程對地方的影響。
人類學的「文化」概念，有一部分反映對於西方早先所抱持的文化與自然相對立的這個論述，提出一個回應；依據這個論述，某些人群生活在一個「自然狀態」。人類學家主張，文化就是人類的自然狀態，而且所有人類都具備能力，分類其經驗、以象徵方式編碼分類（亦即運用語言），並可將這種抽象概念教導給其他人。 
由於人類透過濡化（enculturation）與社會化等等的學習過程來習得文化，居住在不同地方或環境的人們，因而發展出不同的文化。人類學家也指出，透過文化，人們可採取非遺傳方式，適應於他們的環境，因此生活在不同環境的人們，往往具有不同的文化。
文化人類學的興起，發生在19世紀後期的脈絡中，當時關於哪些文化是「原始」的或哪些文化是「文明」的這類問題，不僅讓卡爾·馬克思與西格蒙德·佛洛伊德深思，也讓許多其他學者思索。殖民主義及其過程，逐漸讓歐洲思想家直接或間接地接觸「原始」他者。不同人類彼此的相對地位，其中有些具備現代先進文化，包括引擎與電訊；然而其他的人群缺乏這類東西，而只有面對面溝通，並依然生活在舊石器時代的生活方式，這是第一代文化人類學家感興趣的議題。
與美國文化人類學同一時間，在英國興起的一門學科社會人類學，將「社會性」（sociality）視為核心概念，將研究焦點放在關於社會地位與角色、群體、制度，以及它們彼此的關係。現在「社會文化人類學」（socio-cultural anthropology）這個統稱，同時包括了文化人類學與社會人類學的傳統。

## 簡史
在二十世紀，大多數文化人類學家（與社會人類學家）轉向精心製作民族誌。民族誌是一個寫作文本，關聯到個人在某個特定地點與時間。通常，人類學家確實長期住在另一個社會，同時參與觀察這個群體的社會文化生活。
然而，許多其它的民族誌研究技術，也存在於民族誌書寫或細節之中。文化人類學家也蒐集物質資料，長期在圖書館、教會和學校研讀記錄，調查墓地，並解析古代的文字記錄。一本典型民族誌也包括自然地理、氣候和棲息地的資訊。這是為了成就一篇對所探討人群的全面書寫，而且如今往往包含著民族誌研究者透過一手與二手研究，所可能獲致的，關於過去發生事件所能追溯的最長時間界線。
布朗尼斯勞·馬凌諾斯基（他在特羅布里恩群島進行田野工作並在英國教學）發展了這套方法，而且法蘭茲·鮑亞士（他在巴芬島從事田野工作，在美國教學）提倡這套方法。鮑亞士的學生援引他的文化概念與文化相對論（cultural relativism）概念，在美國發展文化人類學。同時，馬凌諾斯基與阿弗列·芮克里夫-布朗的學生正在英國發展社會人類學。然而文化人類學聚焦於象徵和價值；社會人類學聚焦於社會群體與制度。如今，社會文化人類學家都注意到這些所有的要素。 
在二十世紀初，社會文化人類學在歐洲與美國往不同型態發展。歐洲社會人類學家聚焦於觀察社會行為與「社會結構」，亦即，在社會角色（例如夫妻或父子）和社會制度之中的人際關係（例如：宗教人類學、經濟人類學與政治人類學）。
美國文化人類學家聚焦於人們對於自己及其世界的觀點，所具有的表達方式，特別是象徵形式，例如藝術與神話。這兩種研究取向經常合而為一，而且往往彼此互補。例如，親屬關係與領導功能，兩者都是象徵體系，也是社會制度。今天，幾乎所有的社會文化人類學家，都引用這兩組前輩的作品，而且對於人們所做與人們所說，都同樣抱持著興趣。
民族誌研究方法主導著社會文化人類學。不過，許多當代社會文化人類學家，拒斥了早年將地方文化視為有界線和遺世獨立的民族誌模型。這些人類學家繼續關心在不同地區的人們體驗並理解其個人生活的方式，但他們往往主張，學者不能僅由一個地方觀點來理解這些特定的生活方式；反之，他們將這個聚焦於地方的觀點，結合了掌握影響當地生活實情的更大規模政治、經濟與文化架構的這項努力。這種方法的著名提倡者包括Arjun Appadurai, James Clifford, George Marcus, Sidney Mintz, Michael Taussig與艾瑞克·沃爾夫。
在人類學研究和分析的一個正在成長的趨勢，是多田野地點的民族誌研究，在George Marcus的文章《世界體系之中/的民族誌：多田野地點民族誌的興起》（"Ethnography In/Of the World System: the Emergence of Multi-Sited Ethnography"）有所討論。將文化視為嵌合在一個全球社會秩序的宏觀建構之中，多田野地點的民族誌研究方法在空間上與時間上，將傳統的研究方法運用於不同地點。透過這種研究方法，當我們檢視世界體系對地方社群與全球社群的影響時，能得到更好的瞭解。
在多田野地點民族誌研究法之中，也興起將跨學科研究方法引進田野工作中，包括來自文化研究、媒體研究、科學和技術研究，以及其他。在多田野地點民族誌，研究追蹤一個跨越時空邊界的主題。例如，一個多田野地點民族誌可能會追蹤一個透過全球資本主義網路而傳輸的「事物」，例如一種特定商品。
多田野地點的民族誌研究，也可能追蹤在離鄉狀態的族群、出現於多重位置與時期的故事或傳言、出現於多重民族誌地點的隱喻，或是個人或群體在穿越空間和時間移動時的傳記。它也可能追蹤超越邊界的衝突。多田野地點民族誌的一個範例是Nancy Scheper-Hughes的作品，她探討國際黑市的人體器官交易。在這項研究中，她追蹤器官透過各種合法及非法的資本主義網絡而傳輸的過程，以及在貧困的社區中流傳的，有關兒童綁架與竊取器官盜竊的謠言與城市傳奇故事。
社會文化人類學家逐漸將他們調查的眼光，轉向了西方文化，例如，Philippe Bourgois在1997年贏得瑪格麗特·米德獎，因為他對於在美國紐約哈林區Crack-den的企業家所做的研究。同時逐漸流行的研究是對於專業社群的民族誌，例如實驗室研究者、華爾街投資者、律師事務所、資訊技術的電腦雇員等。

## 理論基礎

### 文化概念
最早具人類學意義的「文化」詞彙的清楚闡述之一，源自愛德華·泰勒爵士寫在他1871年出版的書中第一頁：「文化，或文明，以其廣義、民族誌意義來說，是包含知識、信仰、藝術、道德、法律、習俗，以及任何其他個人作為一位社會成員，所取得的能力與習慣之複合體。」「文明」這詞彙之後讓給戈登·柴爾德賦予的定義，文化形成雨傘術語而文明成為一種特定類型的文化。

### 社會演化論批判
人類學與世界上不同部分的人群生活有關，特別是涉及信仰與實踐的論述。講述這個問題時，19世紀的民族學家分成兩個思想學派，一些學者，像是格拉夫顿·E·史密斯，主張不同群體無論如何必然學自另一個群體，但非直接地；換言之，他們主張文化特性從一個地方散佈至另一個地方，或「傳播」。

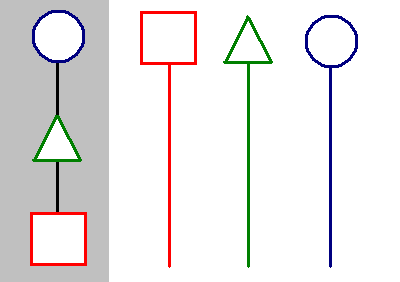
左邊的單線演化模型當中，所有文化藉由預設的階段前進，但右邊的多線演化模型強調獨特的文化史。

其他民族學者主張不同的群體各有獨立創造類似信仰與實踐的能力。其中一些人提倡「獨立發明」，如路易斯·亨利·摩爾根額外假設相似性意味著不同群體經歷過社會演化論的相同階段（另見古典社會演化論）。摩爾根，尤其承認特定的社會與文化形式可能無法早於其他形式出現。舉例來說，工業化農業無法在簡單農業之前被發明，以及冶金學的發展無法早於涉及金屬（像是簡單的地表收集或挖礦）的無提煉加工。摩爾根，像是其他19世紀社會演化論者，相信從原始到文明或多或少有著井然有序的進步。
20世紀的人類學家大多拒絕所有人類社會必須在相同秩序中經歷過相同階段的看法，理由是這種看法不符合經驗事實。一些20世紀的民族學家，像是朱利安·史都華，替代主張這些相似性反映著對應類似環境的類似適應方式。雖然19世紀的民族學家視「傳播」與「獨立發明」為相互排斥與競爭的理論，大多數民族誌學者迅速達成共識，認為這兩種進程皆發生而且皆可彈性地說明跨文化相似性。但這些民族誌學者也指出許多這類相似性只是表面。他們主張既使是藉由傳播方式擴散的文化特性，從一個社會到另一個社會通常被賦予不同的意義與功能。羅納德·道斯的多學門研究，對大量人類在大城市集中的分析，顯示新研究方法應用在理解全球化世界的人類生活以及這如何因歐洲以外國家的行動所致，因此強調出倫理學在當代人類學的角色。
相對應地，這些人類學家大多表現出比起從這些文化自身的語彙中理解特定文化，他們對比較文化、概括人性或探索文化發展的普遍原則較不感興趣。這類民族誌研究者及其學生提倡文化相對論的觀念，這個觀點認為一個人如欲了解其他人的信仰與實踐，只能從他或她所生活的文化脈絡著手。
其他學者，例如克勞德·李維史陀（他同時受到美國文化人類學與法國塗爾幹社會學所影響)，他主張明顯相似的發展模式反映了人類思想結構的基本相似性（參見結構主義)。到二十世紀中葉，有許多人群的例子跳過了某些發展階段，例如在一個世代之內，就從狩獵採集者直接跳到後工業時代的服務業工作者，這樣的例子之多使得十九世紀演化論受到有效地駁斥。

### 文化相對論
文化相對論是由法蘭茲·鮑亞士建立，作為人類學研究的準則，之後由他的學生們推廣普及。鮑亞士最先在1887年強調這個觀念：「...文明不是絕對的事物，而是...相對的，而且...我們的觀念與概念只限於我們文明運作時才是真實的。」雖然他沒有創造這個詞彙，這卻在鮑亞士於1942年去世後，人類學家們要表達鮑亞士發展出包含一大堆概念的綜合論述時，成為共用的詞彙。鮑亞士相信可以在任何亞種的關聯中找到各種不同且重要的文化事物，這關係是如此廣大與普遍存在的，因此文化與種族之間是無法只是一種關係。文化相對論牽涉到各種明確的知識論與方法論主張，這些主張是否需要明確的倫理學立場是處於爭論的事。這個準則不應與道德相對論混淆。
文化相對論曾是對西方我族中心論回應的一部分。我族中心論通常有明顯的形式，即個人相信他自身民族的藝術創作是最美，價值觀是最高尚的，信仰是最真實的。鮑亞士最初受物理學及地理學學科訓練，深受康德、赫德及洪保德思想影響，主張文化通常對個人發揮中介的角色，因此限制個人在不明顯領域上的看法。這種文化的理解與人類學家遭遇時會出現兩個問題：首先，如何逃脫自身文化無意識的束縛，這件事不可避免地造成我們對這世界的看法與反應的偏見；其次，如何清楚認識一個不熟悉的文化。文化相對論原則因此迫使人類學家發展創新的方法及啟發式策略。
鮑亞士與他的學生們了解到如果他們要在其他文化進行科學研究，他們需要運用可以幫助他們擺脫受限於我族中心論的方法。這其中一種是民族誌：簡單來說，他們提倡與另一個文化的人群生活一段長時間，因此學習當地語言及濡化，得以至少部分地進入這個文化。這脈絡下，因為是在特定人類信仰與活動的理解下，呼喊對當地文化脈絡的注意力，文化相對論有著基礎方法論的重要性。因此，維吉尼亞·黑爾（Virginia Heyer）在1948年寫到：「文化相對性，以最不修飾的抽象方式表達，乃陳述部分對全體的相對性。部分藉由在全體的位置增加其文化重要性，而且無法在不同的狀態下保持完整性。」

### 理論研究方法
| - 行動者網絡理論 - 文化唯物主義 - 文化理論 - 女性主義 | - 結構功能論 - 詮釋學派 - 政治經濟學 - 實踐理論 | - 結構主義 - 後結構主義 - 系統理論 |

### 與社會人類學比較
指標性的「文化」人類學通常運用在全貌觀研究方法的民族誌成果，這朝著文化影響個體經驗的方法，或以提供一個知識、習俗及人群制度的周全觀點為目標。「社會」人類學這詞彙則運用在嘗試分隔出一個社會關係特殊系統的民族誌成果，這些關係由家戶生活、經濟、法律、政治或宗教組成，賦予社會生活組織基礎分析的優先權利，並將文化現象視為某種次於社會科學調查主議題的題目處理。
社會人類學在英國及法國發展成為學術專業，這與文化人類學在美國興起相似。

## 奠基思想家

### 路易斯·亨利·摩爾根
路易斯·亨利·摩爾根 (1818–1881)，一位來自紐約州羅徹斯特的律師，成為易洛魁人的倡議者及民族誌學者。他對宗教、政府、物質文化以及著重親屬模式的比較分析結果成為對人類學領域影響深遠的貢獻。如同他所處時代的其他學者（像是愛德華·泰勒），摩爾根認為人類社會可以依前進的等級，被分類成幾個文化演化的範疇，從「蒙昧」到「野蠻」到「文明」。大致上，摩爾採用科技（像是弓箭製作或陶器）作為標記等級位置的指標。

### 法蘭茲·鮑亞士，現代學科的創建者

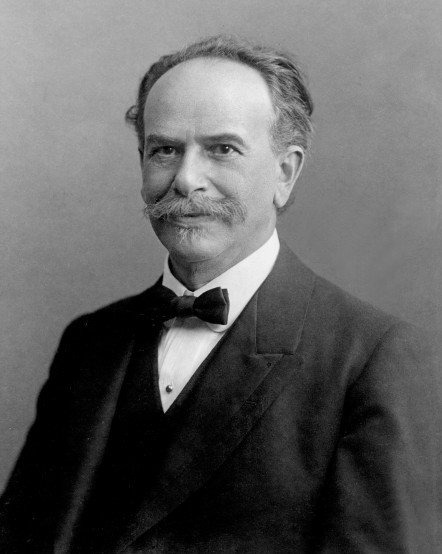
法蘭茲·鮑亞士 (1858–1942), 現代人類學的先驅之一，通常尊稱為「美國人類學之父」。

法蘭茲·鮑亞士 (1858–1942)以反對摩爾根演化觀點的立場建立美國學院派人類學。他的研究方法是經驗論、對過度化約持懷疑態度以及迴避建立普遍原則的企圖。
舉例來說，鮑亞士研究移民孩童以證明生物上的種族並非不可改變的，而且人類行為舉止源自於後天教養而非天性。
鮑亞士受德國傳統影響，認為世界充滿各種明顯不同的「文化」，而非以他們有多少「文明」衡量演化程度的社會。他相信每個文化要從其特殊性當中展開研究，並主張跨文化的普遍性論述，像那些自然科學所做的方式，是不可能的。
因爲這樣，他對抗對移民、黑人及美國原住民族的歧視。許多美國人類學家採用他的政治理念推動社會改革，而且種族理論在今天仍是廣受人類學家們歡迎的主題。所謂的「四大分支」源自於鮑亞士學派人類學將學科分為社會文化、生物、語言及古代（意即考古）人類學這四個關鍵且相互連結的領域。人類學在美國仍持續深受鮑亞士傳統影響，尤其是其強調文化的面向。

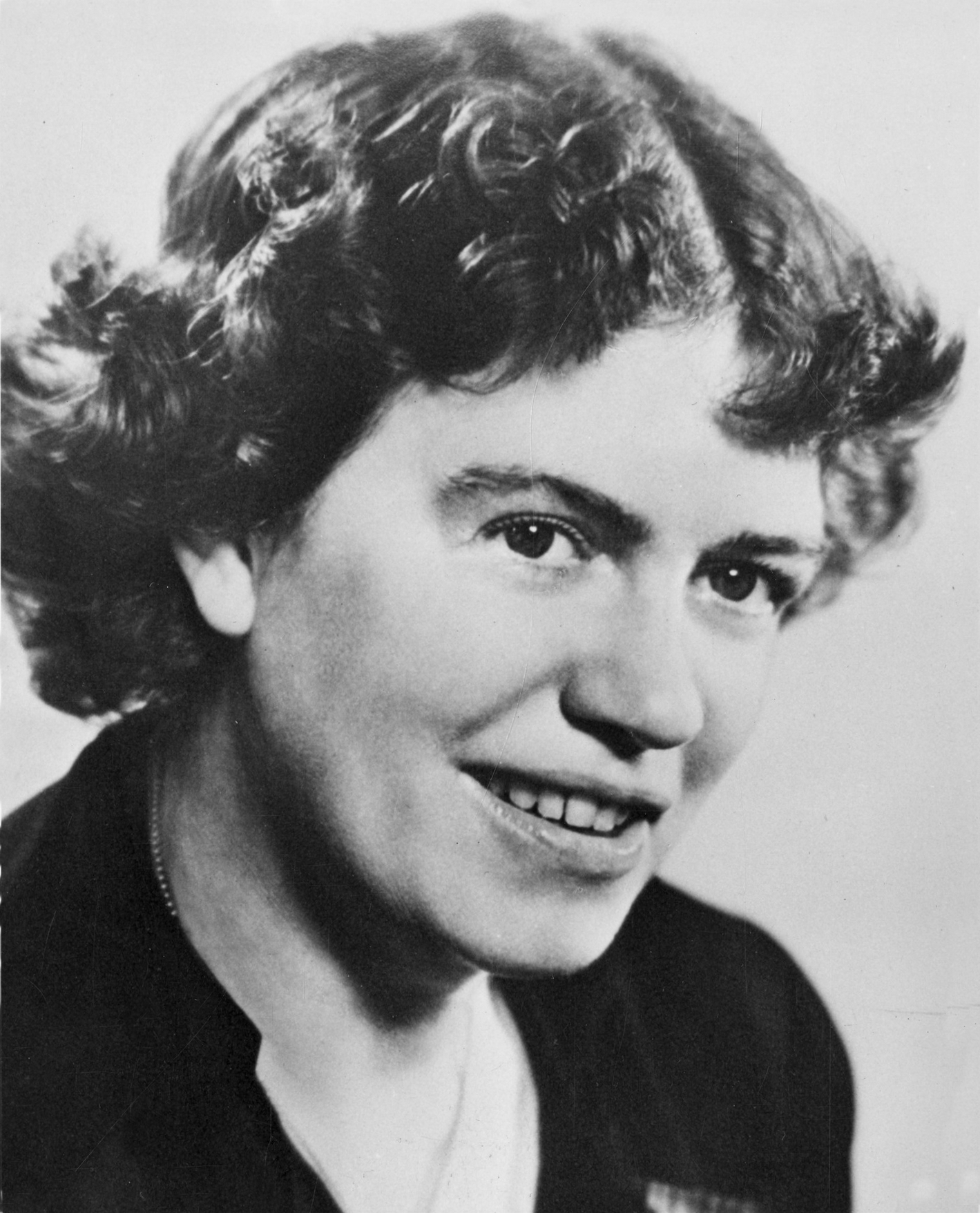
瑪格麗特·米德 (1901–1978)

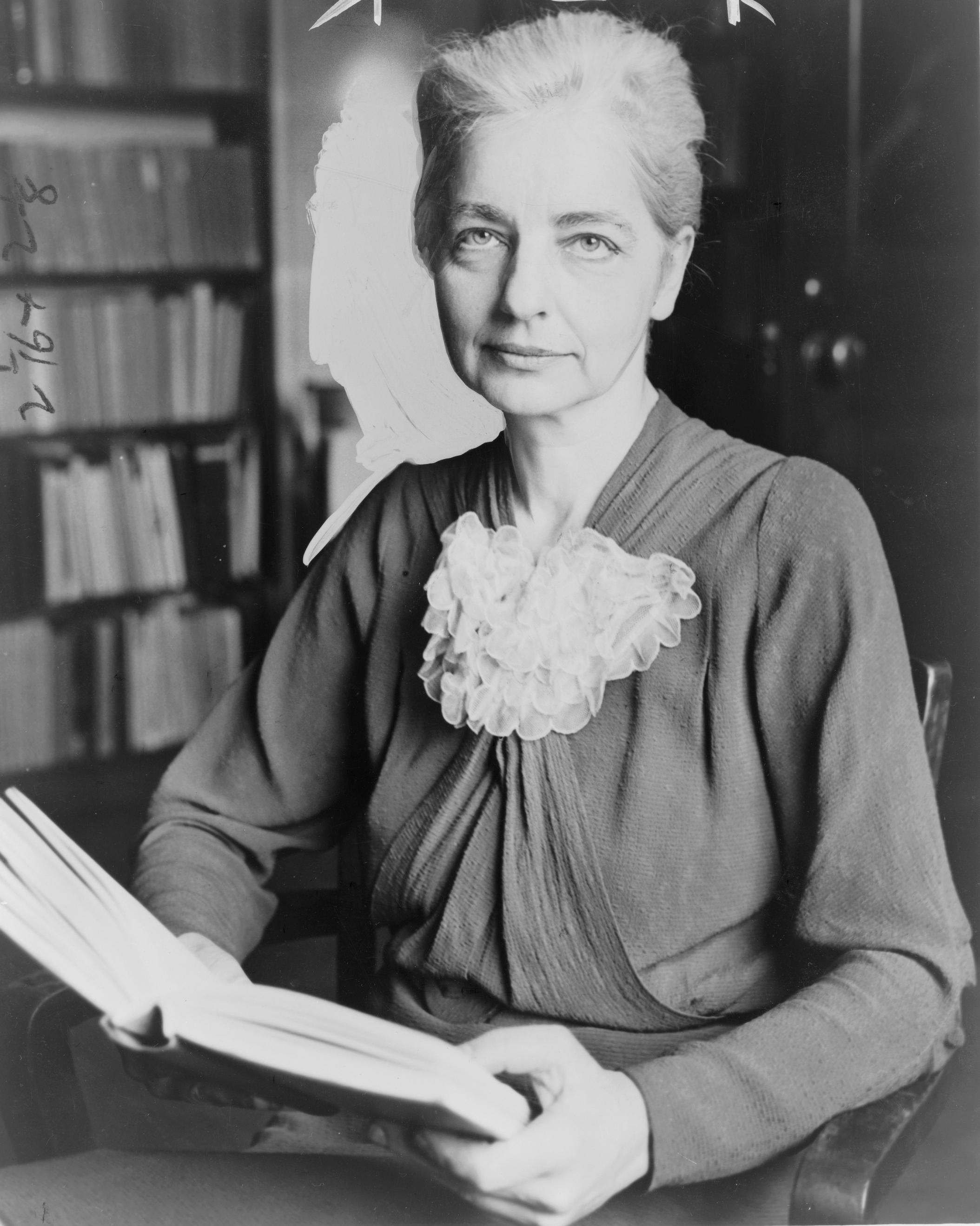
1937年的露絲·潘乃德

### 克魯伯、米德與潘乃德
鮑亞士運用他在哥倫比亞大學以及美國自然史博物館的職位訓練與開發多個世代的學生。他第一代學生包含阿弗烈·克鲁伯、羅伯特·羅伊、愛德華·薩丕爾以及露絲·潘乃德，每位皆產出豐富詳盡的北美原住民文化研究。他們提供大量的細節資訊作為攻擊單線演化過程理論之用。克魯伯與薩丕爾專注在美洲原住民語言的研究幫助將語言學建立為一門真正的一般科學並從印歐語系的史學焦點中解放出來。
阿弗烈·克鲁伯出版的教科書《人類學》（1923年）標誌著一個美國人類學的轉戾點。積累三十年的研究材料後，鮑亞士學派感到對化約的迫切需求逐漸增長。這在較年輕的鮑亞士學派學者如瑪格麗特·米德及露絲·潘乃德所完成的「文化與人格」研究中最明顯。受到西格蒙德·佛洛伊德及卡爾·榮格等精神分析心理學家影響，這些開創者尋求對個人成長當中受較廣闊的文化及社會力量形塑人格的理解方式。
雖然米德的《薩摩亞人的成年》（1928年）及潘乃德的《菊花與劍》（1946年）等研究成果仍受美國公眾歡迎，米德與潘乃德卻從未對人類學這學科產生如大家預期般的影響。鮑亞士曾計劃讓潘乃德承繼他擔任哥倫比亞大學人類學系主任，但她卻被排擠而由拉爾夫·林頓接替，至於米德則受限於她在美國自然史博物館的職位。

### 沃爾夫、薩林斯、西敏司，以及政治經濟學
人類學在1950年代至1960年代中期逐漸傾向追隨自然科學建立研究模型。一些人類學家，如洛依德·法勒斯和克里弗德·紀爾茲，聚焦在由新近獨立國家可以發展的現代化過程。其他人，如朱利安·史都華與萊斯利·懷特聚焦在社會如何演化及適應所在的生態環境——一種由馬文·哈里斯推廣普及的研究方法。
經濟人類學深受卡爾·博蘭尼影響，以及馬歇爾·薩林斯及喬治·道爾頓挑戰標準新古典經濟學的實踐方法，他們將文化及社會因素納入考量，以及在人類學研究中採用馬克思主義分析。在英格蘭，英國社會人類學的典範開始分裂為麥克斯·葛拉克曼及彼得·沃斯利以馬克思主義方法進行實驗，以及羅尼·尼達和艾德蒙·李區等開創者將李維·史陀結構主義爭整合到他們的研究成果。結構主義也影響1960年至1970年的許多發展，包含認知人類學及語意成分分析。
符合這時代的趨勢，許多人類學家經歷阿爾及利亞獨立戰爭及反對越戰而成為政治參與者。馬克思主義在這學科中成為日漸熱門的理論研究方法。到1970年代時，一些選集的作者群，諸如《重新發明人類學》，就擔心人類學的關聯性。
1980年代以後，權力的議題，如艾瑞克·沃爾夫在《歐洲與沒有歷史的人》檢視的那些題目，已經是這個學科的核心。1980年代的著作，像是《人類學與殖民遭遇》（Anthropology and the Colonial Encounter），反思人類學與殖民不平等的連結，在此同時極受歡迎的理論家如安東尼奧·葛蘭西與米歇爾·傅柯，將權力與霸權的議題推向矚目焦點。性別與性慾成為受歡迎的議題，這兩者宛如歷史與人類學之間的關係，受到馬歇爾·薩林斯影響，他援引克勞德·李維史陀與費爾南·布勞岱爾的作品，以檢視象徵意義、社會文化結構與個人行動者在歷史轉變過程當中，彼此之間的關係。珍與約翰·康莫洛夫在芝加哥大學培養一整個世代的人類學家聚焦這些議題。同樣在這議題有影響力的人包括尼采、海德格，以及法蘭克福學派、德希達與雅各·拉岡的批判理論。

### 紀爾茲、施奈德，以及詮釋人類學
許多人類學家反對源自馬克思，重新強調的唯物主義及科學模型的做法，轉為強調文化概念的重要性。諸如大衛·施奈德、克里弗德·紀爾茲與馬歇爾·薩林斯等開創者發展一種更為充實的概念，文化作為意義或語意之網，這概念證明在學科內外非常受歡迎。紀爾茲曾說：
「我相信，如馬克斯·韋伯所述，人是懸掛在他自身編織的語意之網的動物。我將文化視為網絡，因此對它的分析不會是一種找尋規則的實驗科學，而是一門找尋意義的詮釋工作。」
 — Clifford Geertz (1973)
紀爾茲的詮釋方法牽涉到他稱為深描的方法。儀式、政治與經濟行動，以及親屬的文化象徵，好似某種外國語言書寫的檔案，由人類學家「閱讀」。詮釋這些象徵必須為它們的人類學觀眾重新框架，也就是說將其他文化「接近經驗」但外來的概念轉化為人類學家「遠離經驗」的理論概念。這些詮釋必須真實地反映出他們的原創者，以及在不斷重複中進行微調的恰當性，這過程稱為詮釋學循環。紀爾茲將他的方法應用在許多領域，產生出非常多成效的研究計畫。他的「宗教作為文化系統」之分析在人類學之外的領域格外有影響力。大衛·施奈德的美國親屬分析被證明有同等的影響力。施耐德示範美國鄉村文化對「血緣連結」的強調過度影響人類學親屬理論，而且親屬不是一種生物學特徵，而是一種建立在不同社會當中各種不同詞彙之上的文化關係。
著名的英國象徵人類學家包括維克多·特納及瑪麗·道格拉斯。

### 後現代轉向
1980年代晚期及1990年代的開創者如詹姆斯·克里弗德反思民族誌權威，著重在人類學知識如何及為何成為可能和具權威性的。他們反映女性主義者在學術界開啟的研究與論述趨勢，雖然他們原諒自己不在這些開拓性的批判中被具體討論。儘管如此，女性主義理論與方法的關鍵觀點成為人類學「後現代時刻」當中「不可或缺的」一部分：民族誌更具詮釋性與彈性，明確陳述作者的方法論；文化、性別及種族定位；以及他們對他或她的民族誌分析之影響。這是一種更為普遍，同時期流行的後現代主義趨勢的一部分。目前的人類學家關注各式各樣有關當代世界的議題，包括全球化、醫療及生物科技、原住民權、虛擬社群及工業社會人類學。

### 社會文化人類學次領域
| - 藝術人類學 - 認知人類學 - 發展人類學 - 生態人類學 - 經濟人類學 - 性別與性人類學 - 民族史 | - 親屬與家庭 - 法律人類學 - 多媒體人類學 - 媒體人類學 - 醫療人類學 - 政治人類學 - 政治經濟學 | - 心理人類學 - 公共人類學 - 宗教人類學 - 賽博格人類學 - 超個人人類學 - 都市人類學 - 視覺人類學 |

## 研究方法
現代的文化人類學源自19世紀民族學並因應這學科發展起來，這學科涉及人類社會有條理的比較，如愛德華·泰勒及詹姆斯·弗雷澤等英格蘭學者的研究工作大多來自他人收集的材料——通常是傳教士、商人、探險家或殖民地官員——他們因此得到「安樂椅上的人類學家」的綽號。

### 參與觀察法
參與觀察法是文化人類學最重要的研究方法之一。這方法是根據理解一群人的最佳方法是與他們近距離地互動一段長時間之假設。這方法源自於社會人類學家的田野調查，尤其是英國的布朗尼斯勞·馬凌諾斯基、美國法蘭茲·鮑亞士的學生們及芝加哥社會學派。歷史上，被研究的人群是小型、非西方的社會。但是今天這可以是一家特定公司集團、一個教會團體、一支運動隊伍，或是一個小鎮。參與觀察法的主題對象沒有限制要是什麼，只要這群人能讓觀察研究的人類學家親近地研究一段長時間。這允許人類學家與研究的主題對象發展出信任關係以及接受對文化的內在觀點，這幫助他或她在之後書寫這個文化時給予更豐富的描述。可觀察的細節（像是日常的時間分配）以及更多隱藏的細節（像是禁忌行為）更容易在一段長時間中觀察和詮釋，而且研究者可以發現參與者們彼此說——而且通常相信——應該發生的事（形式系統）與真正發生的事之間有所出入，或是對形式系統的不同觀點；相對地，人們回答一組問題的一次性調查或許相當一致，但較難顯示社會體系的不同觀點之間，或是意識表徵與行為之間的衝突。
一位民族誌作者與一位文化報導人之間的互動必須兩者並行。就如民族誌作者可能對某個文化感到天真與好奇，這個文化的成員可能對民族誌作者感到好奇。建立連結終究會產生一些條件的文化脈絡有更好的理解，一位人類學家必須打開心胸成為群體的一份子，並願意與其他成員發展有意義的關係。有種能做到如此的方法是找出人類學家與他或她的主題對象之間一些小範圍的共同經驗，然後從這些共同基礎擴展到更大範圍的差異上。要是一個單一的連結建立，這就更容易融入社群，而且更有可能與人類學家分享精確與完整的資料。
開始參與觀察法之前，人類學家必須選擇一個地點及研究焦點。要是人類學家積極觀察所選定的人群，這個焦點可以變換，但開始田野調查之前，他要有想要研究什麼的想法，這讓人類學家有時間研究主題的背景資料。這方法也對認識處理過選擇地點或對小型主題的過往研究有幫助，而且假如參與觀察法發生在人類學家對當地語言不熟悉的地方，他或她通常也會學習這個語言。這讓人類學家在社群中較好被認可。翻譯者的需求不足使得溝通更為直接，而且讓人類學家對他們見證的事物給予更豐富、更脈絡化的表達。除此之外，參與觀察法通常需要政府及該研究領域的研究機構批准，而且總是需要一些資助形式。
大多數的參與觀察以交談為基礎。這可以是隨性、友善的會話形式，也可以是一系列更為結構式的面談。這兩種方式經常合併使用，有時會附帶攝影、繪製地圖、手工品收藏以及其他各種方法。一些案例中，民族誌作者也轉向結構式觀察，人類學家藉由他或她試圖回答的一組專門問題引導觀察。一些結構式觀察的案例中，觀察者可能需要紀錄一系列事件的順序，或描述四周環境的某部分。雖然人類學家仍致力於融入他們研究的群體，而且仍參與他們觀察的事件，大致上結構式觀察比參與觀察法更為直接與明確。當民族誌資料要比較數個群體或需要滿足一個具體目的，比如研究一項政府決策，這有助於標準化研究的方法。
對參與觀察法的一項常見批評是它缺乏客觀性。因為每位人類學家有他或她自身的背景及經歷，每個人容易將同樣的文化以不同的方式詮釋。民族誌作者是誰，終究跟他或她將要寫的文化有密切的關係，因為每位研究者受他或她自己的觀點影響。尤其是在人類學家書寫民族誌的當下，這會被認為是個問題。現在式的表述讓文化看似陷在一個時間裡，並忽略該文化可能與其他文化互動，或當人類學家觀察時該文化正逐漸演化等事實。為了避免如此，過去的民族誌作者提倡嚴格的訓練，或是人類學家團隊工作。然而這些研究方法已逐漸沒這麼管用，所以現代民族誌作者經常選擇將他們的個人經驗與可能的偏見寫在他們著作的方式作為替代。
參與觀察法也造成一些倫理問題，雖然人類學家小心控制著他或她對文化的報導。人類學家藉由表達有著比他或她的研究主題對象更大的權力，而且一般來說這引起對參與觀察法普遍的的批評。除此之外，人類學家要對抗他們出現在該文化中產生的效應。僅是因為出現，研究者便造成文化的改變，而且人類學家不斷質疑對他們研究的文化產生影響是否恰當，或是否可能避免產生影響。

### 民族誌
大多數文化及社會人類學家在20世紀時轉而製作民族誌，民族誌是一份在特定地點與時間下書寫人群的作品。通常，人類學家在另一個社會中與人們生活一段時間，同時參與並觀察社會及群體的文化生活。
許多其他民族誌技術造成民族誌寫作或細節得以保留，像是人類學家編輯材料，花長時間在圖書館、教會及學校研讀紀錄，調查墓園，以及破解古代文書。典型的民族誌也包含有關自然地理學、氣候與棲息地的資料。這樣做的目的是成為一件具全貌觀，探討人群的書寫作品，而且今天通常儘可能包含最長的過去事件時間軸，民族誌作者藉此取得初步研究及次級研究。
布朗尼斯勞·馬凌諾斯基發展民族誌方法，法蘭茲·鮑亞士在美國教授這些方法。歐洲「社會人類學家」專注在社會行為以及處於「社會結構」，意即，在社會角色之間的關係（比如說，宗教、經濟與政治）。
美國「文化人類學家」專注在人們表達他們對自身及世界觀的方式，尤其是象徵形式，像是藝術及神話。這兩種研究方法經常趨於一致而且通常互相不衝。比如說親屬與領導功能兩者既是象徵體系也是社會制度。今天幾乎所有的社會－文化人類學家都會涉及前人所做的這兩種成果，而且對於人們所做的以及人們所說的有同等的興趣。

### 跨文化比較
人类学家把投入跨文化比较过程作为一种与我族中心論搏鬥的工具。測試所謂「人類普同性」仰賴民族誌紀錄相當重要，例如，單配偶制經常被宣揚為一種普遍的人類特徵，但比較研究表明事實並非如此。
人类关系区域档案（HRAF）是一間耶鲁大学支持的研究机构。自1949年以來，其使命一直是鼓勵和促進全世界人類文化、社會和行為的比較研究。該機構得名于人類關係研究所，當時在耶魯大學的一個跨學科項目/建築物。人類關係研究所贊助了 HRAF 的前身「跨文化調查」（參見喬治·默多克），作為發展一門整合人類行為和文化的科學努力的一份力量。網路上的兩個HRAF電子資料庫每年都會進行更新與擴展，「eHRAF世界文化」包含文化、過去與當今的材料，並涵括將近400種文化。第二個資料庫，「eHARF考古」囊括世界上主要的考古學文化以及許多子文化和遺址。
跨文化比較包括了工業化（或去工業化）的西方文明，小規模社會當中，更具傳統標準跨文化樣本當中的文化有：
| 非洲       | 納馬人 • 箜人 • 聰加人 • 羅西人 • Mbundu • Suku • Bemba • Nyakyusa (Ngonde) • Hadza • Luguru • Kikuyu • Ganda • Mbuti (Pygmies) • Nkundo (Mongo) • Banen • Tiv • Igbo • Fon • Ashanti (Twi) • Mende • Bambara • 塔倫西人 • Massa • Azande • Otoro Nuba • Shilluk • Mao • Maasai |
| 環地中海   | Wolof • Songhai • Wodaabe Fulani • Hausa • Fur • Kaffa • Konso • Somali • Amhara • Bogo • Kenuzi Nubian • Teda • Tuareg • Riffians • Egyptians (Fellah) • 希伯來人 • 巴比倫尼亞ns • Rwala Bedouin • Turks • Gheg (Albanians) • 羅馬人 • Basques • Irish • Sami (Lapps) • 俄羅斯人 • Abkhaz • 亚美尼亚人 • Kurd                                                                         |
| 東歐亞     | Yurak (Samoyed) • 巴瑟麗人 • West Punjabi • Gond • Toda • Santal • 北方邦 • Burusho • Kazak • Khalka Mongols • Lolo • Lepcha • Garo • Hajong • Lakher • Burmese • Lamet • 越南人 • Rhade • Khmer • Siamese • 塞芒人 • Nicobarese • 安達曼人 • Vedda • Tanala • 森美兰 • 泰雅人 • 華人 • 满族 • 朝鲜族 • Japanese • Ainu • Gilyak • 尤卡吉尔人                                          |
| 島嶼太平洋 | Javanese (Miao) • Balinese • Iban • 巴瑶族 • 托拉查人 • Tobelorese • Alorese • Tiwi • Aranda • Orokaiva • Kimam • Kapauku • Kwoma • Manus • New Ireland • Trobrianders • Siuai • 蒂科皮亞島 • Pentecost • Mbau Fijians • Ajie • Maori • Marquesans • Western Samoans • Gilbertese • Marshallese • Trukese • 雅浦島ese • Palauans • 伊富高省 • Chukchi                                  |
| 北美       | Ingalik • Aleut • Copper Eskimo • Montagnais • Mi'kmaq • Saulteaux (Ojibwa) • Slave • Kaska (Nahane) • Eyak • Haida • Bellacoola • Twana • Yurok • Pomo • Yokuts • Northern Paiute • Klamath • Kutenai • 格羅斯文特人 • Hidatsa • Pawnee • Omaha (Dhegiha) • Huron • Creek • Natchez • 科曼奇人 • Chiricahua • Zuni • Havasupai • Tohono O'odham • Huichol • 阿茲特克人 • Popoluca     |
| 南美       | Quiché • Miskito (Mosquito) • Bribri (Talamanca) • Cuna • Goajiro • Haitians • 加勒比人 • Warrau (Warao) • Yanomamo • Kalina (Caribs) • Saramacca • Munduruku • Cubeo (Tucano) • Cayapa • Jivaro • Amahuaca • Inca • Aymara • Siriono • 南比夸拉族 • Trumai • Timbira • Tupinamba • Botocudo • Shavante • Aweikoma • Cayua (Guarani) • Lengua • Abipon • 马普切人 • Tehuelche • Yaghan |

| Africa               | Nama (Hottentot) • Kung (San) • Thonga • Lozi • Mbundu • Suku • Bemba • Nyakyusa (Ngonde) • Hadza • Luguru • Kikuyu • Ganda • Mbuti (Pygmies) • Nkundo (Mongo) • Banen • Tiv • Igbo • Fon • Ashanti (Twi) • Mende • Bambara • 塔倫西人 • Massa • Azande • Otoro Nuba • Shilluk • Mao • Maasai                                                                                            |
| Circum-Mediterranean | Wolof • Songhai • Wodaabe Fulani • Hausa • Fur • Kaffa • Konso • Somali • Amhara • Bogo • Kenuzi Nubian • Teda • Tuareg • Riffians • Egyptians (Fellah) • 希伯來人 • 巴比倫尼亞ns • Rwala Bedouin • Turks • Gheg (Albanians) • Romans • Basques • Irish • Sami (Lapps) • 俄羅斯人 • Abkhaz • 亚美尼亚人 • Kurd                                                                           |
| East Eurasia         | Yurak (Samoyed) • 巴瑟麗人 • West Punjabi • Gond • Toda • Santal • 北方邦 • Burusho • Kazak • Khalka Mongols • Lolo • Lepcha • Garo • Hajong • Lakher • Burmese • Lamet • Vietnamese • Rhade • Khmer • Siamese • 塞芒人 • Nicobarese • 安達曼人 • Vedda • Tanala • 森美兰 • Atayal • Chinese • 满族 • 朝鲜族 • Japanese • Ainu • Gilyak • 尤卡吉尔人                                     |
| Insular Pacific      | Javanese (Miao) • Balinese • Iban • 巴瑶族 • 托拉查人 • Tobelorese • Alorese • Tiwi • Aranda • Orokaiva • Kimam • Kapauku • Kwoma • Manus • New Ireland • Trobrianders • Siuai • 蒂科皮亞島 • Pentecost • Mbau Fijians • Ajie • 毛利人 • Marquesans • Western Samoans • Gilbertese • Marshallese • Trukese • 雅浦島ese • Palauans • 伊富高省 • Chukchi                                   |
| North America        | 印加里克人 • Aleut • Copper Eskimo • Montagnais • Mi'kmaq • Saulteaux (Ojibwa) • Slave • Kaska (Nahane) • Eyak • Haida • Bellacoola • Twana • Yurok • Pomo • Yokuts • Northern Paiute • Klamath • Kutenai • 格羅斯文特人 • Hidatsa • Pawnee • Omaha (Dhegiha) • Huron • Creek • Natchez • 科曼奇人 • Chiricahua • Zuni • Havasupai • Tohono O'odham • Huichol • 阿茲特克 • Popoluca      |
| South America        | Quiché • Miskito (Mosquito) • Bribri (Talamanca) • Cuna • Goajiro • Haitians • 加勒比人 • Warrau (Warao) • Yanomamo • Kalina (Caribs) • Saramacca • Munduruku • Cubeo (Tucano) • Cayapa • Jivaro • Amahuaca • 印加人 • Aymara • Siriono • 南比夸拉族 • Trumai • Timbira • Tupinamba • Botocudo • Shavante • Aweikoma • Cayua (Guarani) • Lengua • Abipon • 马普切人 • Tehuelche • Yaghan |

### 多點民族誌
民族誌支配社會文化人類學。然而，許多當代社會文化人類學家拒絕較早期民族誌模型，因為這類模型視地方文化為有邊界及封閉的。這些人類學家持續以獨特的方式關注
Ethnography dominates socio-cultural anthropology. Nevertheless, many contemporary socio-cultural anthropologists have rejected earlier models of ethnography as treating local cultures as bounded and isolated. These anthropologists continue to concern themselves with the distinct ways people in different locales experience and understand their lives, but they often argue that one cannot understand these particular ways of life solely from a local perspective; they instead combine a focus on the local with an effort to grasp larger political, economic, and cultural frameworks that impact local lived realities. Notable proponents of this approach include Arjun Appadurai, James Clifford, George Marcus, Sidney Mintz, Michael Taussig, Eric Wolf and Ronald Daus.
A growing trend in anthropological research and analysis is the use of multi-sited ethnography, discussed in George Marcus' article, "Ethnography In/Of the World System: the Emergence of Multi-Sited Ethnography". Looking at culture as embedded in macro-constructions of a global social order, multi-sited ethnography uses traditional methodology in various locations both spatially and temporally. Through this methodology, greater insight can be gained when examining the impact of world-systems on local and global communities.
Also emerging in multi-sited ethnography are greater interdisciplinary approaches to fieldwork, bringing in methods from cultural studies, media studies, science and technology studies, and others. In multi-sited ethnography, research tracks a subject across spatial and temporal boundaries. For example, a multi-sited ethnography may follow a "thing," such as a particular commodity, as it is transported through the networks of global capitalism.
Multi-sited ethnography may also follow ethnic groups in diaspora, stories or rumours that appear in multiple locations and in multiple time periods, metaphors that appear in multiple ethnographic locations, or the biographies of individual people or groups as they move through space and time. It may also follow conflicts that transcend boundaries. An example of multi-sited ethnography is Nancy Scheper-Hughes' work on the international black market for the trade of human organs. In this research, she follows organs as they are transferred through various legal and illegal networks of capitalism, as well as the rumours and urban legends that circulate in impoverished communities about child kidnapping and organ theft.
Sociocultural anthropologists have increasingly turned their investigative eye on to "Western" culture. For example, Philippe Bourgois won the Margaret Mead Award in 1997 for In Search of Respect, a study of the entrepreneurs in a Harlem crack-den. Also growing more popular are ethnographies of professional communities, such as laboratory researchers, Wall Street investors, law firms, or information technology (IT) computer employees.